# Institut de recherche sur l'autodétermination des peuples et les indépendances nationales
L'Institut de recherche sur l'autodétermination des peuples et les indépendances nationales (IRAI) est un institut de recherche indépendant. Son président est le professeur de droit public et ancien député Daniel Turp. Sa mission est « de réaliser, diffuser et rendre accessibles des études sur l'autodétermination des peuples et les indépendances nationales », selon une approche internationale et comparée. Il a été créé en 2016 à l’initiative de Pierre Karl Péladeau, homme d'affaires et ancien chef du Parti québécois (PQ), qui en avait fait une promesse lors de la course à la chefferie du parti en 2015. Il fut d'ailleurs financé initialement par un don d'un million de dollars de Péladeau. Malgré cela, l'IRAI n'entretient pas de liens formels avec le PQ.

## Historique
En 2018, l'Agence du revenu du Canada (ARC) a refusé de reconnaître un statut d'organisme de bienfaisance à l'institut, après un délai d'attente de deux ans. Ce statut permet aux donateurs d'organismes semblables d'obtenir des crédits d'impôt pour leurs dons. L'ARC a affirmé refuser la demande de l'IRAI parce que cette dernière agirait « à des fins politiques non énoncées et non déclarées », se basant notamment sur les responsabilités passées de membres de son conseil d’administration, et que le domaine de recherche de l'institut est « restreint », suggérant qu’il ne coïncide « [qu']avec la principale plateforme du Parti québécois ». La décision fut portée en appel et le statut a finalement été octroyé en mars 2019.
En 2020, un rapport de l'IRAI affirme que, lors de la Crise d'octobre, en 1970, la mise en place des mesures de guerre était illégale puisque le gouvernement fédéral de Pierre Elliott Trudeau avait fait adopter le décret proclamant un état d’insurrection appréhendée en anglais seulement. Ceci contreviendrait à l’article 133 de l'Acte de l'Amérique du Nord britannique, selon lequel les lois du Parlement du Canada doivent être imprimées et publiées en français et en anglais. Pendant la Crise d'octobre, 500 personnes ont été emprisonnées et 36 000 autres perquisitionnées, sans mandat, lors d'une suspension des libertés civiles prévue par ladite loi.